# Ниоба
Ниоба је, у грчкој митологији, Танталова ћерка и жена тебанског краља Амфиона. Подсмевала се, као мајка која је родила седам ћерки и седам синова, Лети која је имала само Аполона и Артемиду. Ово двоје, да би осветили своју мајку, поубијали су сву Ниобину децу, а Ниоба се окаменила од туге (по Овидију).
У Илијади се спомиње шест ћерки и шест синова (Ниобида). 

## Легенда
Ниоба је била Зевсова унука, односно ћерка Зевсовог сина Тантала. Са својим мужем, тебанским краљем Амфионом изродила је четрнаесторо деце – седам синова и седам ћерки. Била је врло поносна на своју децу, али њен понос је ишао дотле да је себе сматрала супериорном у односу на Титанку Лето, која је имала само Аполона и Артемиду. На позив женама Тебе да принесу жртве за Лето, Ниоба је одбила, што је Титанку разбеснело. Зато је затражила од своје деце да побију Ниобину. Артемида јој је побила шест ћерки, а Аполон шест синова.
Зевс је, ставши на страну Лете, претворио све Тебанце у камење, тако да није имао ко да сахрани побијену децу. Девет дана и ноћи Ниоба их је оплакивала, а потом је отишла на гору Сипил, свом оцу Танталу, где је наставила да тугује. У међувремену, Олимпљани се побринуше око сахране Ниобида.
Молила је Ниоба богове да јој окончају патње, па се Зевс сажалио и претворио је у стену, али њене сузе су наставиле да теку, сливајући се непрестано низ камен. Кажу да се и данас низ литице Сипила сливају Ниобине сузе и да, када се пажљивије погледа, једна од стена има њен лик.